# P’yŏngyang Pangsong
P’yŏngyang Pangsong (deutsch Radio Pjöngjang, englisch auch Pyongyang Broadcasting Station, abgekürzt PBS) ist ein nordkoreanischer Hörfunksender mit Sitz in Pjöngjang.
P’yŏngyang Pangsong sendet ein Programm in koreanischer Sprache für Koreaner außerhalb der Staatsgrenzen Nordkoreas. Die Ausstrahlung erfolgt auf Mittel- und Kurzwellenfrequenzen. Zielgebiet der Sendungen ist zumeist der Nordosten Chinas, wo es besonders im Grenzgebiet eine relativ starke koreanische Minderheit gibt. Neben Europa wird auch der Ferne Osten Russlands, wo es ebenfalls eine koreanische Minderheit sowie zahlreiche nordkoreanische Vertragsarbeiter in der Forstwirtschaft gibt, als Zielgebiet angepeilt. Bis 2002 wurden auch fremdsprachige Sendungen produziert. Dieser Dienst wurde als Stimme Koreas ausgegliedert und strahlt auf seinen Frequenzen auch Sendungen von P’yŏngyang Pangsong und des inländischen Rundfunks aus.
Wie alle Radio- und Fernsehsender Nordkoreas untersteht auch P’yŏngyang Pangsong dem staatlichen Rundfunk- und Fernsehkomitee der KDVR (kor. Chosŏn Minjujuŭi Inmin Konghwaguk Rachio Mich’ T’ellepichyonbangsonguihŏnhoe).
Erkennungsmelodie des Senders ist, wie bei vielen anderen Hörfunksendern Nordkoreas auch, das Lied vom General Kim Il Sung. Zu Sendebeginn wird die Nationalhymne Nordkoreas gespielt.

## Sendungen auf Kurzwelle seit 27. Oktober 2008
| Uhrzeit (MEZ) | Frequenz (kHz)      | Zielgebiet             |
| ------------- | ------------------- | ---------------------- |
| 01.00 – 01.50 | 7.140, 9.345, 9.730 | Nordostchina           |
| 08.00 – 08.50 | 7.140, 9.345        | Nordostchina           |
| 10.00 – 10.50 | 9.975, 11.735       | Ferner Osten Russlands |
| 10.00 – 10.50 | 13.760, 15.245      | Europa                 |
| 11.00 – 11.50 | 7.140, 9.345        | Nordostchina           |
| 13.00 – 13.50 | 7.140, 9.345        | Nordostchina           |
| 14.00 – 14.50 | 6.285, 9.325        | Europa                 |